# O Mercado de Escravos (pintura de Gérôme)
O Mercado de Escravos ( em francês: Le Marché d'esclaves) é uma pintura de 1866 do artista francês Jean-Léon Gérôme. Mostra uma cena, provavelmente do Médio Oriente ou do Norte de África, onde um homem inspeciona os dentes de uma escrava abissínia nua, num mercado de tráfico de escravos da Berbéria.